# Jeanne Bardey
Pour les articles homonymes, voir Bardey.
Jeanne Bardey, née Jeanne Bratte à Lyon le 10 avril 1872 et morte dans la même ville le 13 octobre 1954, est une sculptrice, graveuse et peintre française.
Auteure d'un œuvre comptant 600 sculptures et plus de 2 000 dessins, gravures et peintures conservés au musée des Arts décoratifs de Lyon, quelques sculptures dans d'autres collections publiques et plusieurs illustrations publiées, elle est connue pour avoir été la dernière élève d'Auguste Rodin.

## Biographie
Jeanne Bardey est la fille de Jacques Bratte, marchand de meubles du cours Bourbon à Lyon, et de Marie Baron. Elle et sa sœur aînée Félicie sont les seules à survivre de leurs huit enfants.
Son mari Louis Bardey (1851-1915), peintre décorateur de vingt ans son aîné, qu'elle épouse en 1893, lui donne les premiers conseils. Elle commence à peindre des natures mortes par loisir. En 1894, au 14, rue Robert à Lyon, naît Henriette Bardey (1894-1960).
Elle devient en 1907 l'élève de François Guiguet pour la peinture, qui fera son portrait en 1911, conservé au musée des Arts décoratifs de Lyon. Celui-ci l'encourage à pratiquer la sculpture et la recommande à Auguste Rodin. À partir de 1909, elle devient praticienne pour le compte de Rodin et interprète à sa demande ses sculptures en gravure.
Rodin l'accepte comme élève en sculpture en 1909. C'est à cette période que son mari, Louis Bardey, rompt avec la Société lyonnaise des beaux-arts. Pourtant, Jeanne Bardey continue à sculpter et à peindre ; elle expose 67 œuvres au Salon d'automne de Lyon et occupe à elle seule une page entière du catalogue d'exposition. L'auteur Hubert Thiolier dira qu'« on ne peut qu'être convaincu de la volonté de Jeanne Bardey de devenir une élève digne de Rodin. […] Elle était résolue à progresser, réalisant de 20 à 40 dessins par jour. »
En 1910, après avoir participé à un grand banquet réalisé en l'honneur de Rodin, elle s'entretient avec le maire de Lyon Édouard Herriot pour exposer au Salon d'automne les dessins de son maître si admiré, Rodin. Le maire acquiesce et les dessins seront exposés entre le 11 mai et le 10 juin 1912 au palais Saint-Jean, locaux de la nouvelle bibliothèque. Elle réalise des masques de fous, des portraits d'aliénés internés en asile. Elle s'initie à la fresque avec Rodin pour le nouveau musée du Luxembourg à Paris et, en 1911, elle réalise avec son mari la fresque de La Musique pour le théâtre du Conservatoire de Lyon.
Peu à peu, Jeanne Bardey se fait une place parmi les artistes du XXe siècle. Pourtant, l'année 1912 sera une période difficile pour elle : la duchesse de Choiseul, maîtresse de Rodin depuis 1907, voit d'un mauvais œil sa place grandissante et l'écarte du projet du Salon d'automne de la même année. Jeanne Bardey n'assiste donc pas au vernissage et retourne à Paris après la mort de son beau-père Henry Bonjour le 25 avril 1912, quatre jours seulement avant l’événement. Lors de sa rencontre avec Rodin, Jeanne Bardey le voit comme un homme « las, au regard éteint, terriblement changé et surtout indifférent à son égard ». Seulement 65 personnes participent à ce vernissage.
Vivant désormais à Paris, elle tente de reconquérir son maître et lui prouver, par ses nouvelles sculptures, qu'elle reste son élève. Elle lui écrit et Rodin vient la visiter à Paris. Il lui raconte, sans trop insister, son échec et sa rupture d'avec la duchesse de Choiseul ; Jeanne Bardey le trouve mieux qu'au moment de l'inauguration de son exposition à Lyon. Les relations semblent désormais rétablies. Pourtant, l'année d'après, Rodin cède aux charmes d'une nouvelle maîtresse et se sépare de Jeanne Bardey. Cette seconde rupture, toutefois, ne l'affecte pas tant.
En 1914, elle expose son Nu Debout à l'Exposition internationale de Lyon, autour d'artistes les plus célèbres de l'époque comme Monet, Picasso, Matisse, Renoir et Rodin. Mais cette exposition est mal accueillie par les Lyonnais, qui n’hésitent pas à critiquer négativement les artistes et même les injurier ; tandis que le maire Édouard Herriot continue à soutenir les projets. Bardey continue sa vie à Lyon, mais reste perturbée.
Après la mort de son mari le 18 juin 1915, Bardey et Rodin renouent une nouvelle fois. Leur relation s'accroît encore lorsque Rodin tombe malade peu de temps après. Ils retournent tous les deux à Paris, où Rodin se sent mieux et met « bon nombre de ses affaires entre les mains de Jeanne Bardey ». Mais les héritiers de Rodin se dressent contre cet héritage et font signer à un Rodin souffrant — et n'ayant plus toutes ses facultés intellectuelles — un testament qui ne mentionne pas Bardey, sur lequel il est écrit qu’il « révoque toutes dispositions antérieures ». Cela ne touche pas outre mesure Jeanne Bardey, qui ne pense qu'à son travail et à son maître lui-même. Elle part voyager à Florence, où elle décrit à Rodin les merveilles qu'elle y voit dans sa lettre du 30 septembre 1916. Rodin, mourant, cherche « sa femme de Paris ».
Après la mort de Rodin, Jeanne Bardey participe à tous les Salons d'automne de Lyon jusqu'en 1920, où elle continue de se faire reconnaître.

## La reconnaissance

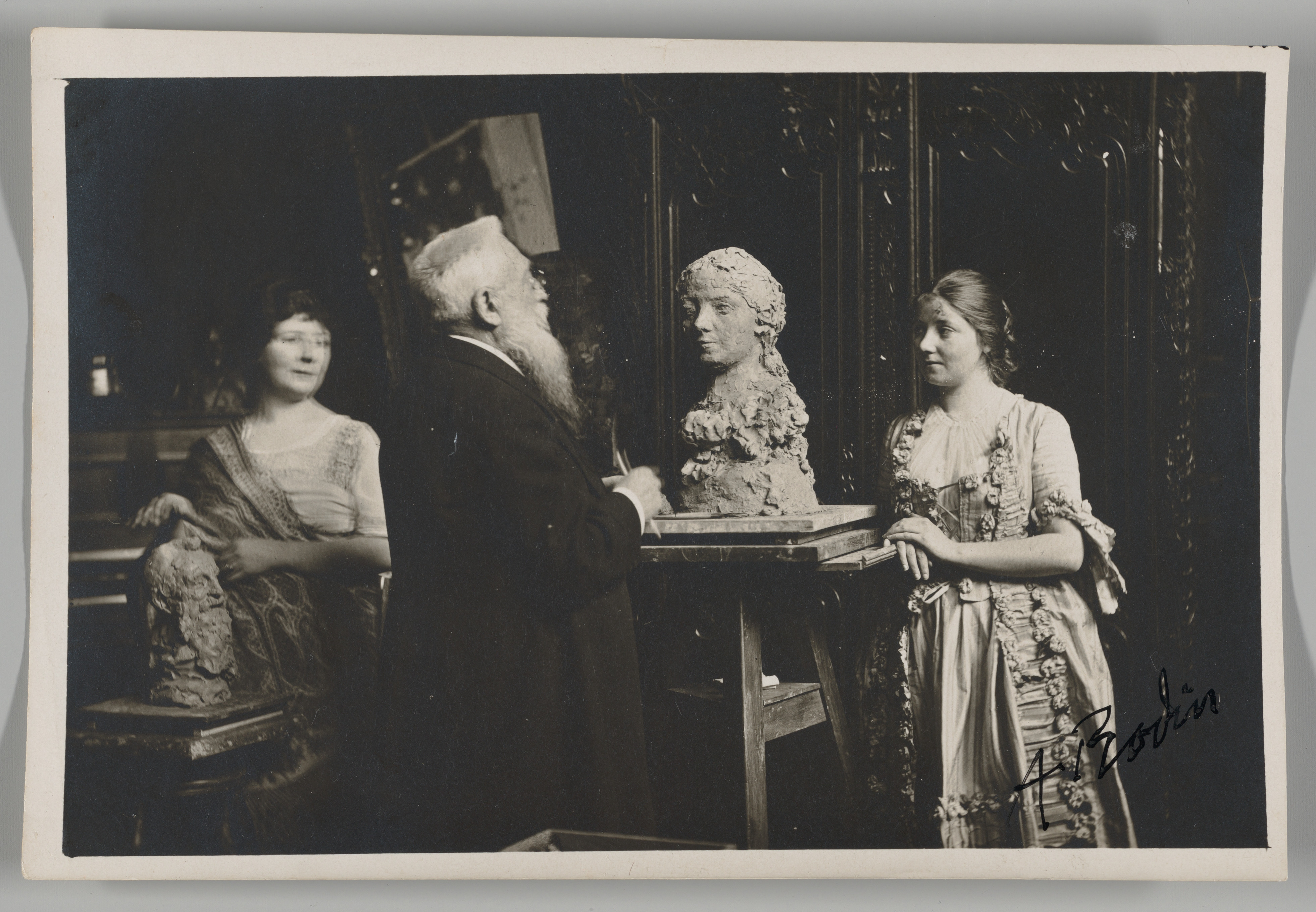
Madame Bardey, Rodin et Henriette, 31 rue Campagne-Première, Paris, photographie d'Eugène Druet (vers 1915–1916), New York, Metropolitan Museum of Art.

Jeanne Bardey est rapidement remarquée des critiques Roger Marx et Camille Mauclair qui la comparent à Camille Claudel. Son travail lui vaut une critique de Pierre Marcel dans la Gazette des beaux-arts : « il y a une parenté intellectuelle entre les œuvres de Mme Jeanne Bardey et les esthétiques particulières de nos célèbres sculpteurs, Joseph Bernard, Aristide Maillol et Jeanne Poupelet ».
Après la mort de Louis Bardey en 1915, Rodin lui avait confié l'organisation du futur musée Rodin à l'hôtel Biron à Paris, dont elle établit les bases. Elle s'installe alors à Paris avec sa fille Henriette, le dernier grand modèle de Rodin, elle aussi sculptrice. Elle se réfugie désormais dans le travail. À Lyon, elle reçoit des artistes tels que François Guiguet, Maurice Denis ou le sculpteur lyonnais Georges Salendre.
Sa première exposition personnelle a lieu à Paris en 1921. Elle expose chaque année à Paris au Salon des indépendants et au Salon des femmes artistes modernes, ainsi qu'au Salon d'automne de Lyon.
En 1924, une plaquette de quinze estampes d'après les œuvres de Rodin sont publiées par la maison d'édition Helleu et Sergent.
Attirée par la Grèce et l'Égypte, elle y séjourne souvent, parfois accompagnée de son vieil admirateur et ami Édouard Herriot dont elle illustre Sous l'Olivier.
En 1928, elle réalise des masques dans un style qui rappelle l'art égyptien et grec. Ses masques sont exposés en 1928 à la galerie Druet à Paris.
En 1929, ses dessins d'aliénées sont publiés. Elle expose ses dessins de voyage. Politiquement engagée, elle est allée en URSS et en Chine pour y fonder avec sa fille une école de dessin. La même année, elle expose à Lyon où elle reçoit le prix Chenavard. Son Torse de femme est acquis par le musée des Beaux-Arts de Lyon.
Elle est nommée chevalier de la Légion d’honneur en 1934. Elle réalise les portraits de Nicolas de Grèce, de François Guiguet et d'Édouard Herriot. les huit bas-reliefs réalisés avec sa fille Henriette sont inaugurés à Lyon à l'hôtel des Postes qui remplace l'hôpital de la Charité. Sous l'Occupation se tient une exposition de ses œuvres à Lyon, alors qu'elle vit à Mornant avec sa fille.
Après la Seconde Guerre mondiale, elle passe tous les hivers en Égypte avec sa fille, fascinée par le Nil et l'Égypte antique, accompagnant l'égyptologue Alexandre Varille dont elles étaient devenues les assistantes.
Jeanne Bardey meurt le 13 octobre 1954 à Lyon.

## Postérité
En 1956, une exposition hommage lui est rendue dans l'ancienne chapelle du Lycée Ampère avec 180 sculptures qui connaît un grand retentissement. Sa fille Henriette continue à enseigner dans l'académie libre dédiée à Rodin. Elle meurt au Caire d'une fièvre le 17 janvier 1960 et y est enterrée. Sa dépouille est transférée à Lyon le 14 octobre 1964 pour rejoindre celle de sa mère au nouveau cimetière de la Guillotière.
Donné à la Chambre de commerce et d'industrie de Lyon, le legs d'Henriette Bardey contenant des œuvres de sa mère, de son père et d'Auguste Rodin, est déposé dans les réserves du musée des Arts décoratifs de Lyon qui n'a pas pour vocation de les exposer. Une exposition de ses œuvres fut organisée en 1991 à la Maison de Pays de Mornant,. Une autre exposition, à la Maison Ravier à Morestel en 2001, présentait ses sculptures et ses dessins. Depuis lors, des expositions rétrospectives eurent lieu, comme « Les Lyonnais rencontrent l'Orient », du 13 octobre 2013 au 9 février 2014 au musée Paul-Dini à Villefranche-sur-Saône, ou encore « Jeanne Bardey, dernière élève de Rodin 1872-1954 » du 29 avril au 5 juin 2017 à la Maison de Pays de Mornant.
Un timbre a été émis par La Poste le 6 juin 2017 et présenté en avant-première à la grande Poste de Lyon les 2 et 3 juin de la même année.

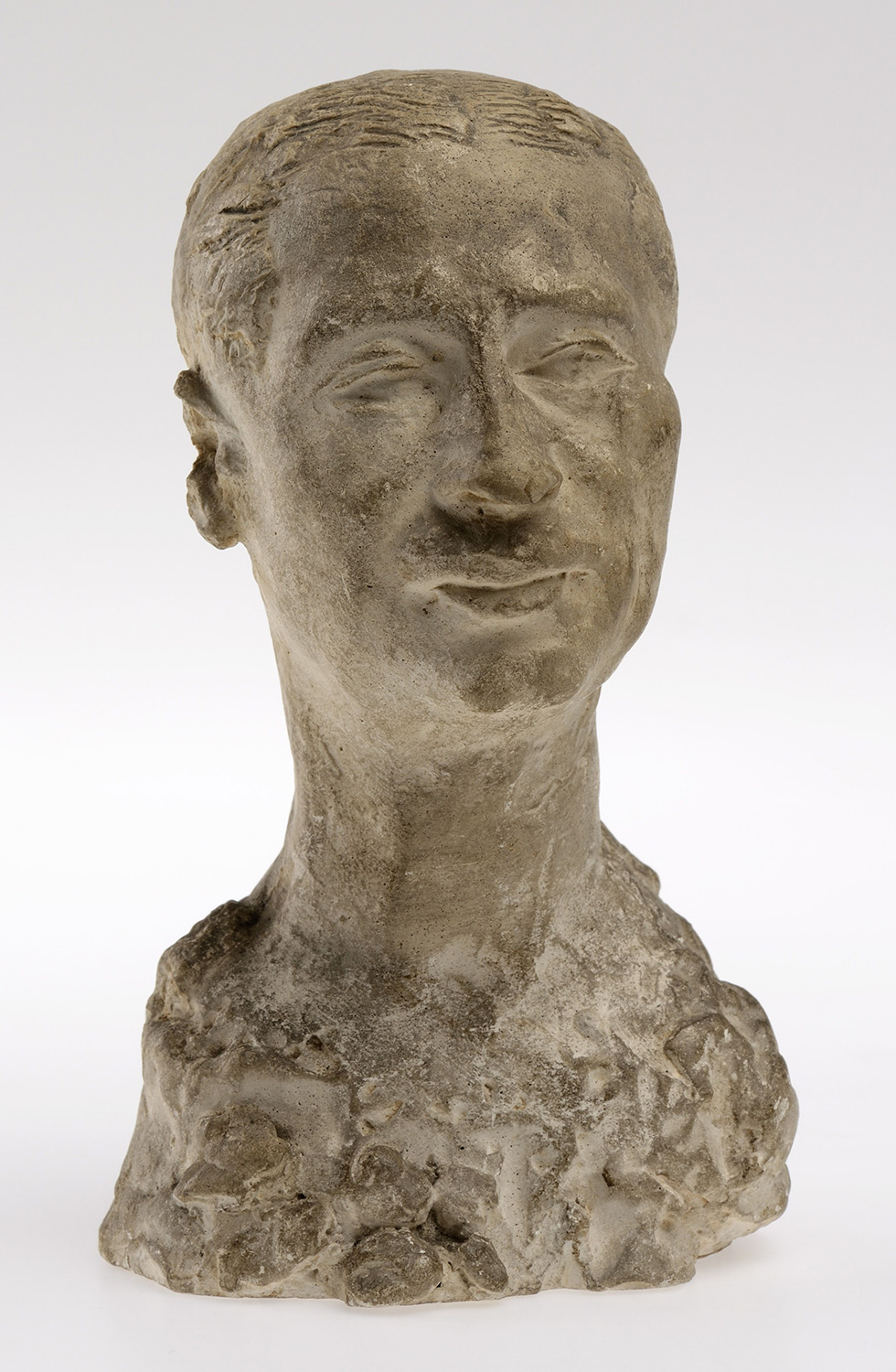
Claudius Côte, Plâtre
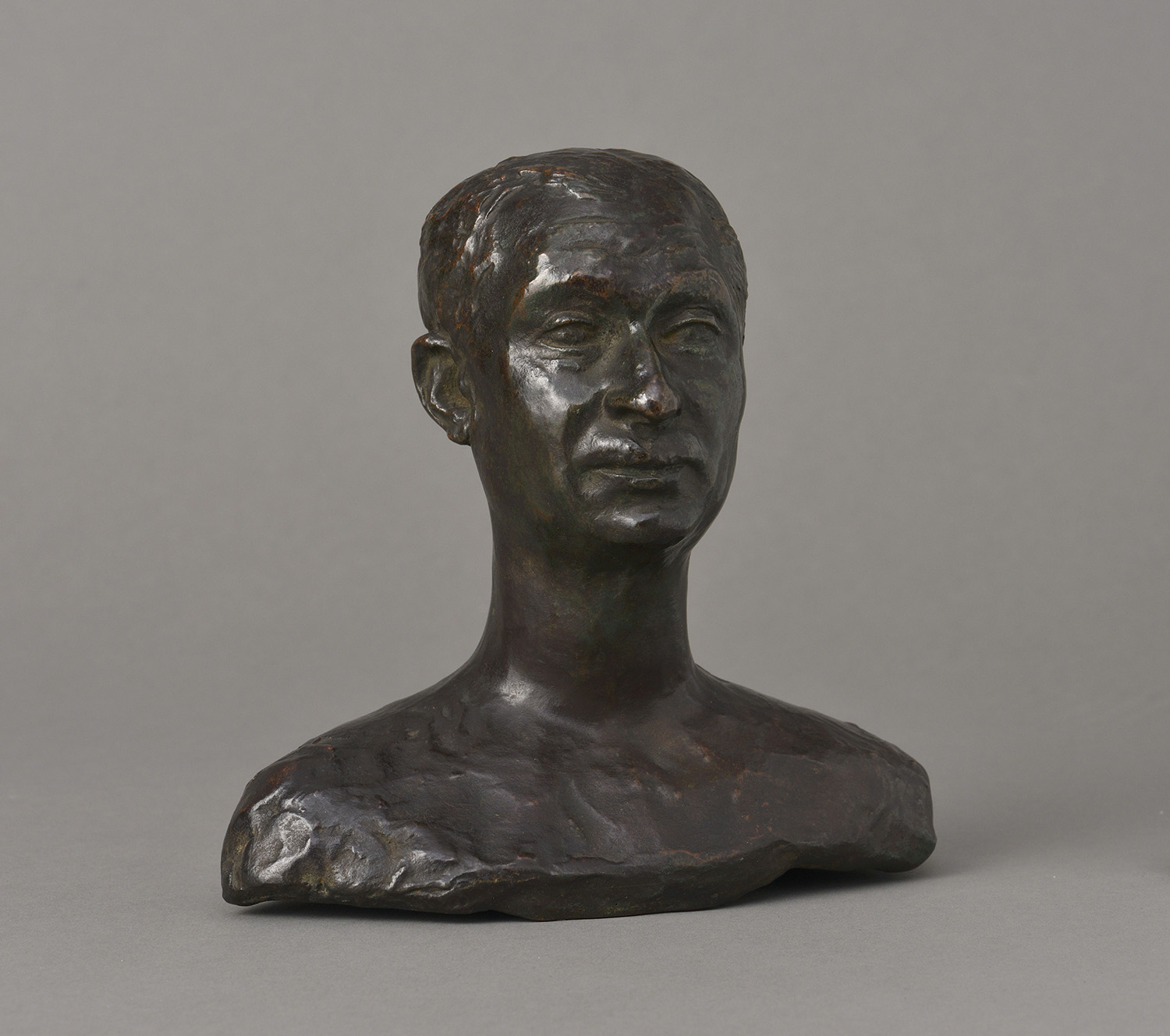
Claudius Côte, Bronze
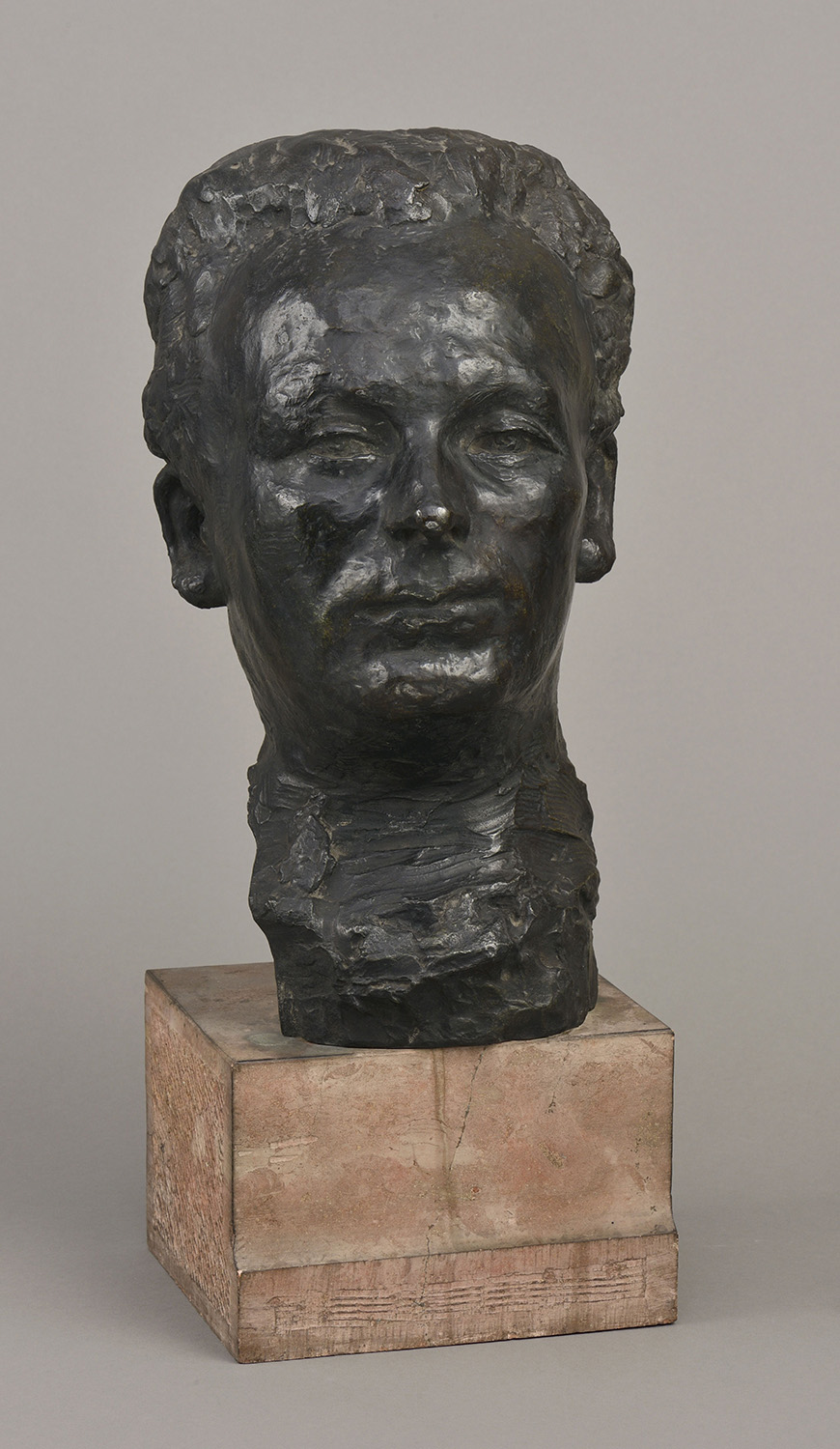
L'Abbé P., Bronze
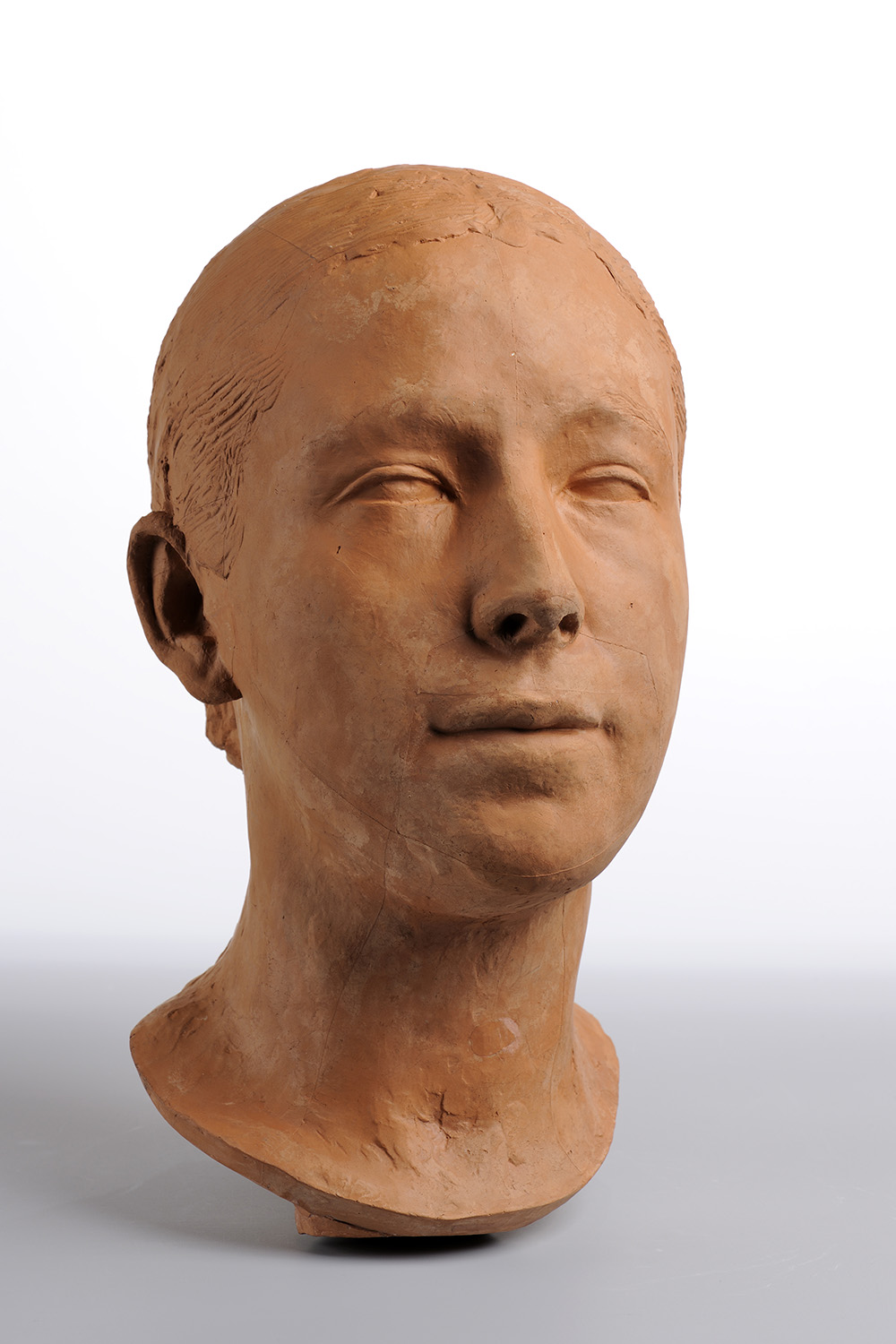
Tête de femme, terre cuite
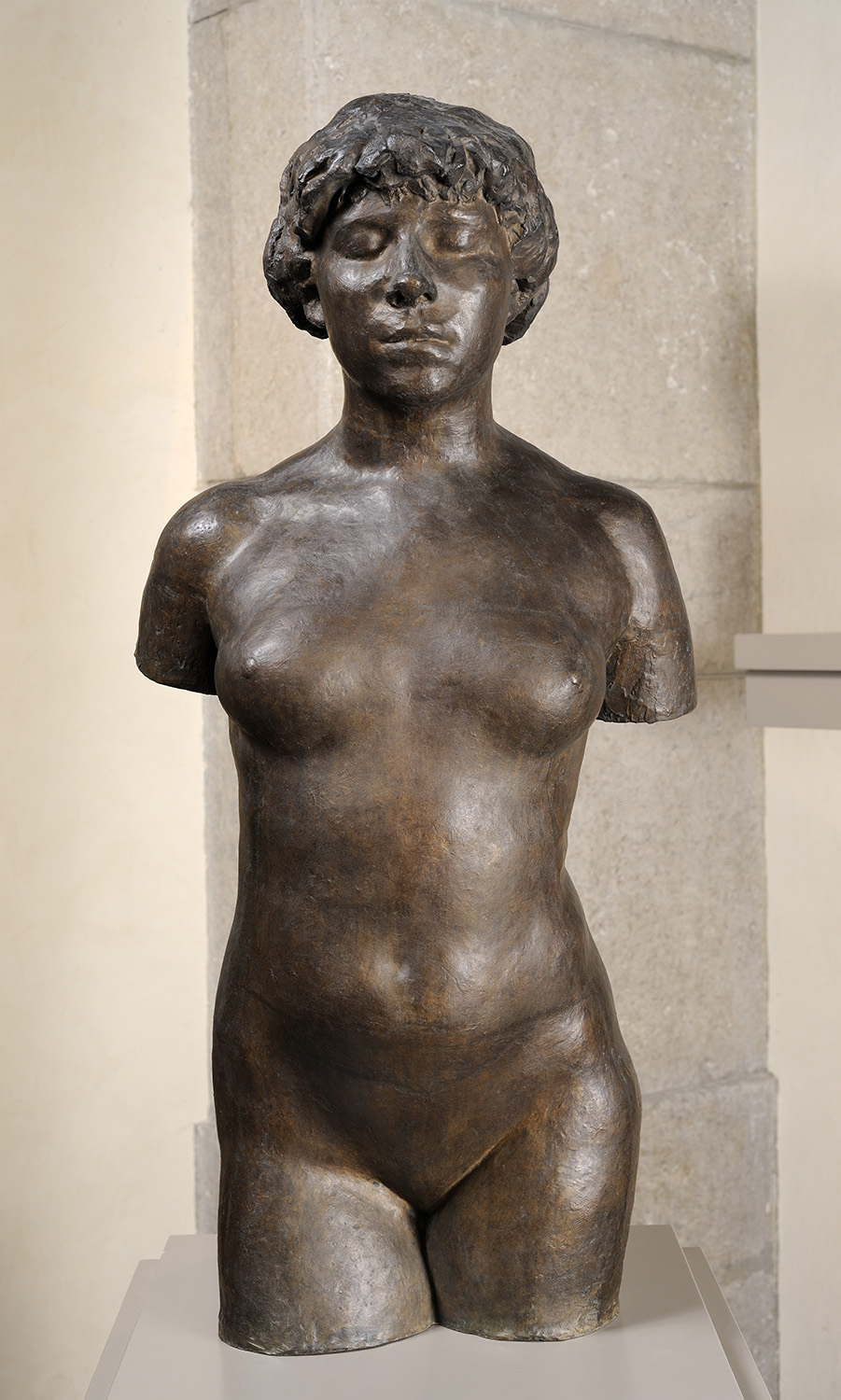
Torse de femme Bronze

## Œuvres
Cette liste d'œuvres de Jeanne Bardey est en partie tirée de l'ouvrage d'André Vessot.
- Lyon :
  - hôtel de la Poste : La Peste à Lyon ; L'Imprimerie ; Le Commerce ; Les Marchands et le Changeur ; Les Teinturiers en fils de soie ; Philibert Delorme ; Louise Labbé ; La Belle cordière, 1934, bas-reliefs en collaboration avec sa fille Henriette Bardey.
  - Institut Lumière : Buste d'Auguste Lumière, 1937, bronze.
  - jardin des plantes : Monument à la coopération, 1923, érigé en hommage à Michel Derrion et Joseph Reynier.
  - musée des Beaux-Arts :
    - Fleurs dans un vase, 1907, huile sur toile ;
    - L'Abbé Piaton, 1917, bronze ;
    - Torse de femme, 1929, sculpture ;
    - Tony Garnier, 1929, bronze.

  - musée des Tissus et des Arts décoratifs :
    - Supplication, 1912, bronze à patine brune ;
    - Femme nue, debout et accoudée, 1912, bronze ;
    - Buste d'Auguste Rodin, 1916, terre cuite patinée bronze ;
    - Buste de Madame Bach-Sisley, 1921, plâtre ;
    - Buste de petite fille, Agno, 1922, terre cuite peinte ;
    - Buste de Loÿs Delteil, 1923, terre cuite ;
    - Visage d'enfant, 1960[Information douteuse], masque ;
    - Buste de François Guiguet, 1929, pâtre ;
    - Buste d'Auguste Perret, 1933, plâtre ;
    - Tête de chat, 1934, terre cuite ;
    - Buste d'Édouard Herriot, 1937, plâtre ;
    - Buste de Noêl Tinayre, bronze ;
    - Autoportrait, Jeanne Bardey à son chevalet, huile sur toile ;
    - Trois profils égyptiens à la façon antique, 1939, crayon et sanguine ;
    - Portrait d'homme oriental, dessin.
- Maubeuge, jardin du lycée Pierre Forest : Adolescente, 1929, statue en bronze grandeur nature.
- Mornant, maison de Jeanne Bardey : fresques, 1917.
- Paris, musée d'Orsay : Femme, dit aussi Tête de la Chasteté, avant 1914, bronze[20].

- Localisation inconnue :
  - Nu debout, 1914, bronze, inscription sur le socle : « à ma fille » en grec, collection particulière[réf. nécessaire] ;
  - Ophélie, 1917, marbre[réf. nécessaire]
  - Ma fille, masque, 1928, terre cuite colorée[réf. nécessaire]
  - Buste de Nicolas de Grèce, 1934, Terre cuite, collection particulière[réf. nécessaire]
  - Buste d'Alexandre Varille, 1939, plâtre, collection particulière[réf. nécessaire]
  - Malade atteint de la manie des grandeurs ; Folle (à la Salpétrière) ; Maniaque érotique (à Bron) ; Homme (à Villejuif), 1909-1912, dessins, études. Elle visite les asiles pour le compte d'Auguste Rodin[réf. nécessaire]
  - Fauteuil tournant, étude de fresque pour le Salon des indépendants, 1911, dessin[réf. nécessaire]
  - Mère et enfant à Mornant. 1919, huile sur toile[réf. nécessaire]
  - Portrait de Pierre Lièvre, dessin, 1922[réf. nécessaire]
  - L'Homme au béret, dessin[réf. nécessaire]
  - Dessins de son voyage en Grèce, 1932[réf. nécessaire]

### Illustrations
- « La cigarette », Byblis, printemps 1923.
- Quinze estampes d'après Auguste Rodin, Mme Jeanne Bardey, éd. Helleu et Sergent, 1924.
- Déshérités, 48 planches en phototypie, 1 en trichromie, éd. Audin, 1929.
- Pierre Louÿs, Une volupté nouvelle, illustrations de Jeanne Bardey, Éd. Ferroud, 1929.
- Jules Lemaitre, Madame Récamier, portraits hors-texte dessinés et gravés sur cuivre par Jeanne Bardey, éd. Helleu et Sergent, 1930.
- Édouard Herriot, Sous l'olivier, illustrations de Jeanne Bardey, éd. Émile Hazan, 1932.

### Estampes
- Auguste Rodin, 1909, gravure.